# سيوداد أوبريجون
سيوداد أوبريجون (بالإسبانية: Ciudad Obregón)‏ هي مدينة في المكسيك، تقع في ولاية سونورا، هي عاصمة Cajeme ‏، بلغ عدد سكانها 492,381 نسمة وذلك حسب إحصائيات سنة 2017، رمزها البريدي هو 85000.

## المناخ
يظهر الجدول التالي التغييرات المناخية على مدار السنة لسيوداد أوبريجون:
| البيانات المناخية لـسيوداد أوبريجون                                                       | البيانات المناخية لـسيوداد أوبريجون | البيانات المناخية لـسيوداد أوبريجون | البيانات المناخية لـسيوداد أوبريجون | البيانات المناخية لـسيوداد أوبريجون | البيانات المناخية لـسيوداد أوبريجون | البيانات المناخية لـسيوداد أوبريجون | البيانات المناخية لـسيوداد أوبريجون | البيانات المناخية لـسيوداد أوبريجون | البيانات المناخية لـسيوداد أوبريجون | البيانات المناخية لـسيوداد أوبريجون | البيانات المناخية لـسيوداد أوبريجون | البيانات المناخية لـسيوداد أوبريجون | البيانات المناخية لـسيوداد أوبريجون |
| الشهر                                                                                     | يناير                               | فبراير                              | مارس                                | أبريل                               | مايو                                | يونيو                               | يوليو                               | أغسطس                               | سبتمبر                              | أكتوبر                              | نوفمبر                              | ديسمبر                              | المعدل السنوي                       |
| ----------------------------------------------------------------------------------------- | ----------------------------------- | ----------------------------------- | ----------------------------------- | ----------------------------------- | ----------------------------------- | ----------------------------------- | ----------------------------------- | ----------------------------------- | ----------------------------------- | ----------------------------------- | ----------------------------------- | ----------------------------------- | ----------------------------------- |
| الدرجة القصوى °م (°ف)                                                                     | 35.2 (95.4)                         | 38.2 (100.8)                        | 41.0 (105.8)                        | 43.2 (109.8)                        | 45.0 (113.0)                        | 46.4 (115.5)                        | 47.5 (117.5)                        | 46.9 (116.4)                        | 46.8 (116.2)                        | 46.1 (115.0)                        | 40.2 (104.4)                        | 35.3 (95.5)                         | 47.5 (117.5)                        |
| متوسط درجة الحرارة الكبرى °م (°ف)                                                         | 24.0 (75.2)                         | 26.0 (78.8)                         | 28.9 (84.0)                         | 32.7 (90.9)                         | 35.2 (95.4)                         | 38.3 (100.9)                        | 38.5 (101.3)                        | 38.4 (101.1)                        | 38.0 (100.4)                        | 35.6 (96.1)                         | 30.4 (86.7)                         | 25.5 (77.9)                         | 32.55 (90.59)                       |
| المتوسط اليومي °م (°ف)                                                                    | 15.6 (60.1)                         | 16.7 (62.1)                         | 17.9 (64.2)                         | 20.6 (69.1)                         | 23.5 (74.3)                         | 30.8 (87.4)                         | 32.0 (89.6)                         | 31.8 (89.2)                         | 31.2 (88.2)                         | 25.7 (78.3)                         | 20.1 (68.2)                         | 16.7 (62.1)                         | 22.1 (71.8)                         |
| متوسط درجة الحرارة الصغرى °م (°ف)                                                         | 6.3 (43.3)                          | 7.0 (44.6)                          | 8.5 (47.3)                          | 10.5 (50.9)                         | 14.2 (57.6)                         | 20.3 (68.5)                         | 25.5 (77.9)                         | 25.2 (77.4)                         | 24.4 (75.9)                         | 17.7 (63.9)                         | 12.4 (54.3)                         | 8.5 (47.3)                          | 14.2 (57.6)                         |
| أدنى درجة حرارة °م (°ف)                                                                   | −7.1 (19.2)                         | −5.5 (22.1)                         | −2.5 (27.5)                         | −2.5 (27.5)                         | 4.5 (40.1)                          | 8.5 (47.3)                          | 15.0 (59.0)                         | 15.0 (59.0)                         | 10.0 (50.0)                         | 2.2 (36.0)                          | −1.7 (28.9)                         | −4.9 (23.2)                         | −7.1 (19.2)                         |
| الهطول مم (إنش)                                                                           | 25.0 (0.98)                         | 12.8 (0.50)                         | 4.6 (0.18)                          | 3.1 (0.12)                          | 0.2 (0.01)                          | 8.9 (0.35)                          | 78.5 (3.09)                         | 94.0 (3.70)                         | 95.3 (3.75)                         | 24.4 (0.96)                         | 12.3 (0.48)                         | 25.4 (1.00)                         | 384.5 (15.14)                       |
| متوسط أيام هطول الأمطار (≥ 0.1 mm)                                                        | 2.5                                 | 2.0                                 | 0.8                                 | 0.6                                 | 0.1                                 | 0.8                                 | 9.1                                 | 9.4                                 | 6.0                                 | 2.1                                 | 1.7                                 | 2.3                                 | 37.4                                |
| متوسط الرطوبة النسبية (%)                                                                 | 70                                  | 71                                  | 69                                  | 63                                  | 62                                  | 66                                  | 73                                  | 75                                  | 73                                  | 67                                  | 66                                  | 71                                  | 69                                  |
| ساعات سطوع الشمس الشهرية                                                                  | 237                                 | 237                                 | 279                                 | 298                                 | 325                                 | 320                                 | 275                                 | 272                                 | 266                                 | 276                                 | 241                                 | 217                                 | 3٬243                               |
| المصدر #1: Servicio Meteorológico Nacional (temperature, 1981-2010) (humidity, 1981–2000) |                                     |                                     |                                     |                                     |                                     |                                     |                                     |                                     |                                     |                                     |                                     |                                     |                                     |
| المصدر #2: الأرصاد الجوية الألمانية (sun, 1961–1990)                                      |                                     |                                     |                                     |                                     |                                     |                                     |                                     |                                     |                                     |                                     |                                     |                                     |                                     |

## مدن توأم
المدن التوأم:
- توسان، أريزونا.

## أعلام
- ميغيل أغيلار
- فيرنون بيريز روبيو
- سيرجيو كونتريرز
- ستيفاني سيجمان
- إستر ريفيرا
- فرنسيسكو إسترادا
- فيسنتي غارسيا بيرنال